# جبال الكاربات الرومانية الغربية
جبال الكاربات الرومانية الغربية (بالرومانية: Carpaii Occidentali Românești)‏(بالمجرية: Nyugati-Kárpátok)‏، هي إحدى سلاسل الجبال الرئيسية الثلاث في رومانيا جنبًا إلى جنب مع جبال الكاربات الرومانية الشرقية وجبال الكاربات الجنوبية. أطلق عليها هذا الاسم نسبة إلى موقعها الجغرافي الواقع إلى الغرب من هضبة ترانسيلفانيا ‏، والتي تشكل في نفس الوقت الحدود الشرقية للسلسلة، تعد فجوة تيميتش سيرنا [الإنجليزية] في جبال بانات [الإنجليزية] جزءًا من المجموعة الجنوبية لجبال الكاربات الغربية.
تقع جبال الكاربات الغربية بين أنهار الدانوب وباركو [الإنجليزية] وسومش. يبلغ أقصى ارتفاع لها 1849 مترًا في جبال بيهور قمة كوكوربتا ماري [الإنجليزية] وتسمى أيضًا بيهور بيك.